# Holothuroidea
Gli oloturoidei o oloturie (Holothuroidea, de Blainville 1834), comunemente noti come cetrioli marini, sono una classe di Echinodermi diffusi sui fondali marini di tutto il mondo e caratterizzati da un corpo cilindrico allungato con bocca e ano situati alle estremità opposte. Il nome comune di questi organismi bentonici deriva dalla loro morfologia simile all'ortaggio.

## Descrizione

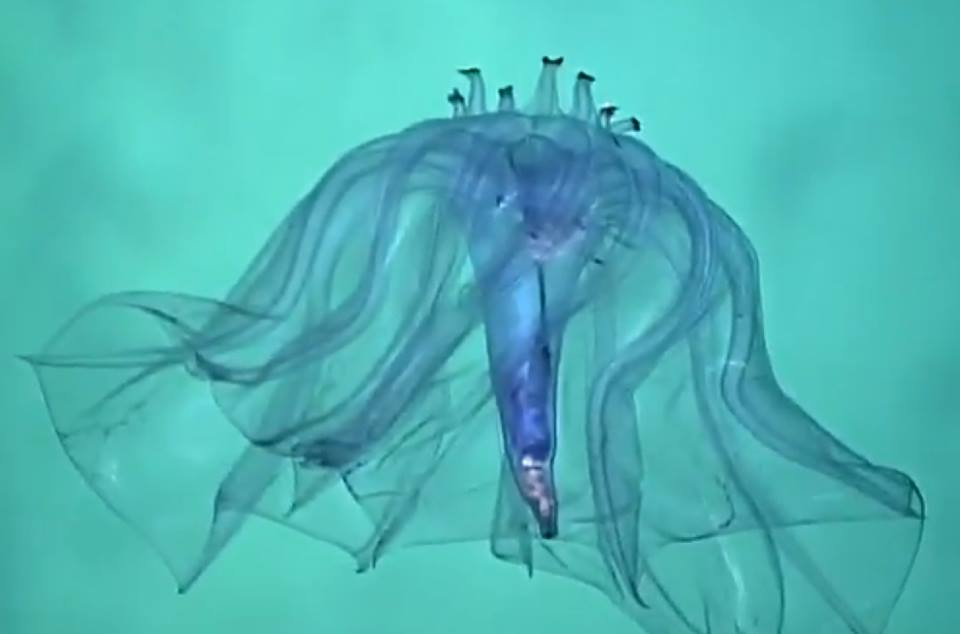
Pelagothuria natatrix

Gli oloturoidei sono animali a simmetria bilaterale, ma conservano un ricordo della simmetria pentaraggiata tipica del phylum: infatti presentano cinque file longitudinali di pedicelli ambulacrali, di cui due dorsali (bivio) e tre ventrali (trivio), queste ultime adibite alla locomozione. Contribuiscono al movimento anche le contrazioni di muscoli circolari e longitudinali.
La bocca porta dei tentacoli con funzione alimentare derivati da pedicelli ambulacrali modificati.
L'endoscheletro è ridotto a spicole calcaree immerse nel derma e di conseguenza il corpo ha consistenza elastica.
Il madreporite non comunica con l'esterno, ma è interno, nel celoma.
Possiedono inoltre grandi capacità rigenerative: sono infatti in grado di eviscerare, cioè espellere il lungo intestino, i polmoni acquiferi e l'unica gonade, per distrarre un eventuale predatore e facilitare la fuga, salvo poi rigenerare gli organi in breve tempo.
Possono emettere dalla cloaca dei lunghi filamenti appiccicosi, a volte tossici, con funzione difensiva, detti tubi di Cuvier, con cui invischiano i predatori.
Quasi tutte le oloturie sono bentoniche: ciò significa che vivono posate sul o nel fondo marino. 
Alcune sono sessili, ciò significa che vivono fissate al substrato, dove si nutrono filtrando l'acqua: è il caso di numerose Dendrochirotida, tuttavia la maggior parte rimangono capaci di spostarsi in caso di minaccia o di sradicamento. All'inverso, i cetrioli di mare capaci di spostarsi lo fanno lentamente sul fondo, come bruchi.

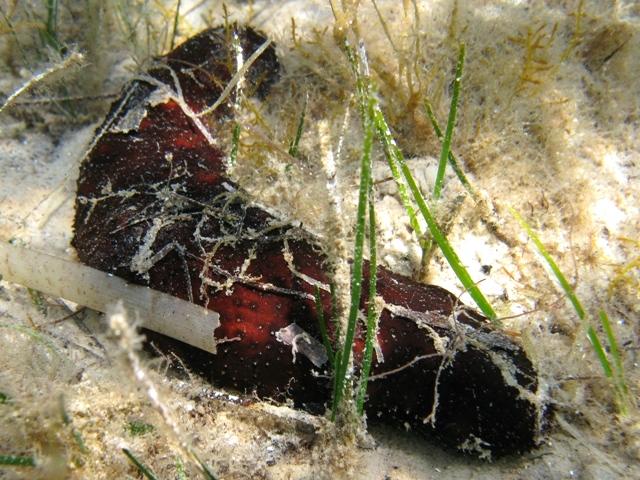
Olothuria sabbiosa (Holothuria poli), una delle specie più comuni di Mediterraneo.
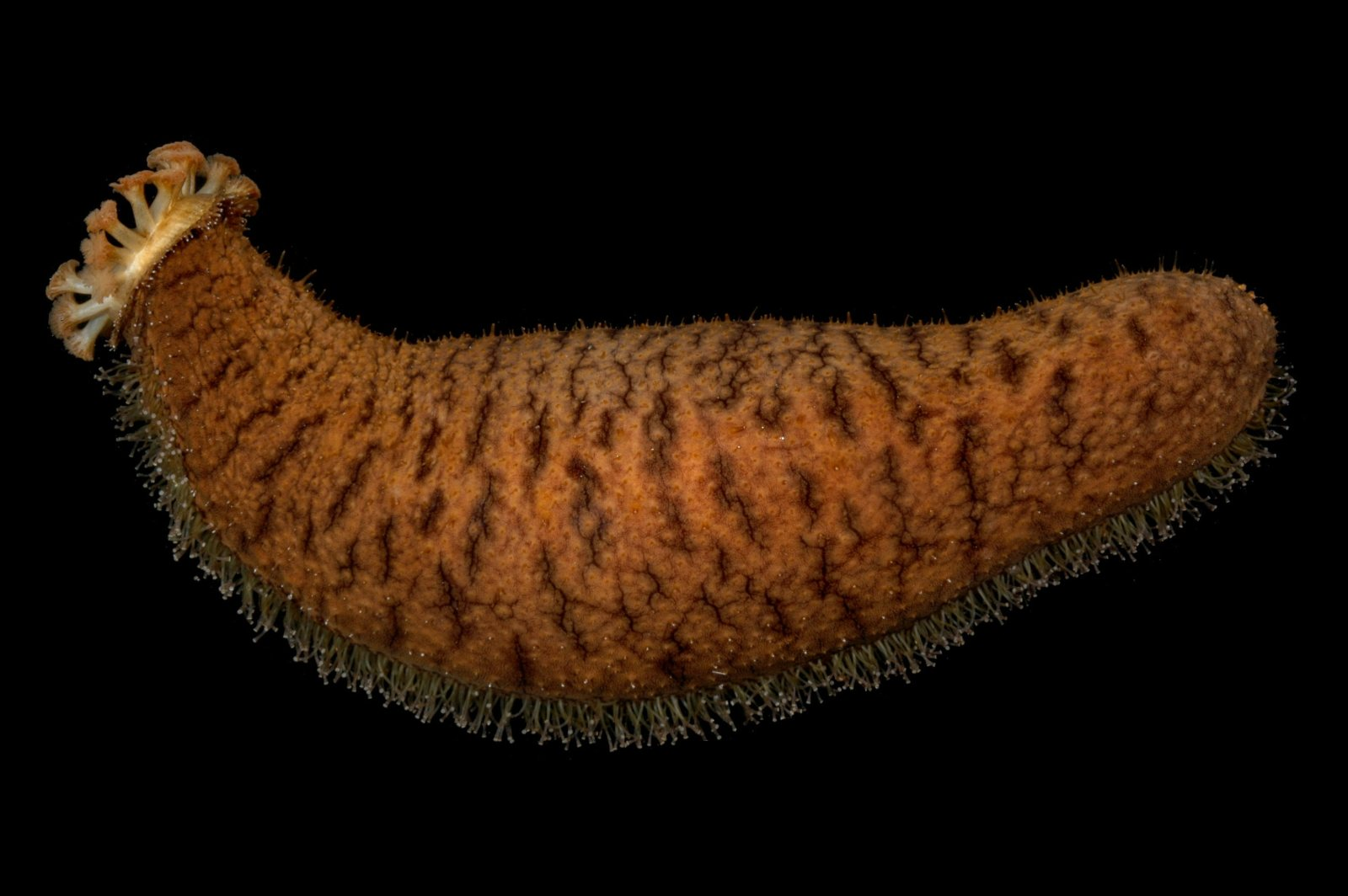
Una Actinopyga echinites : si vedono la corona dei tentacoli buccali e i podie.
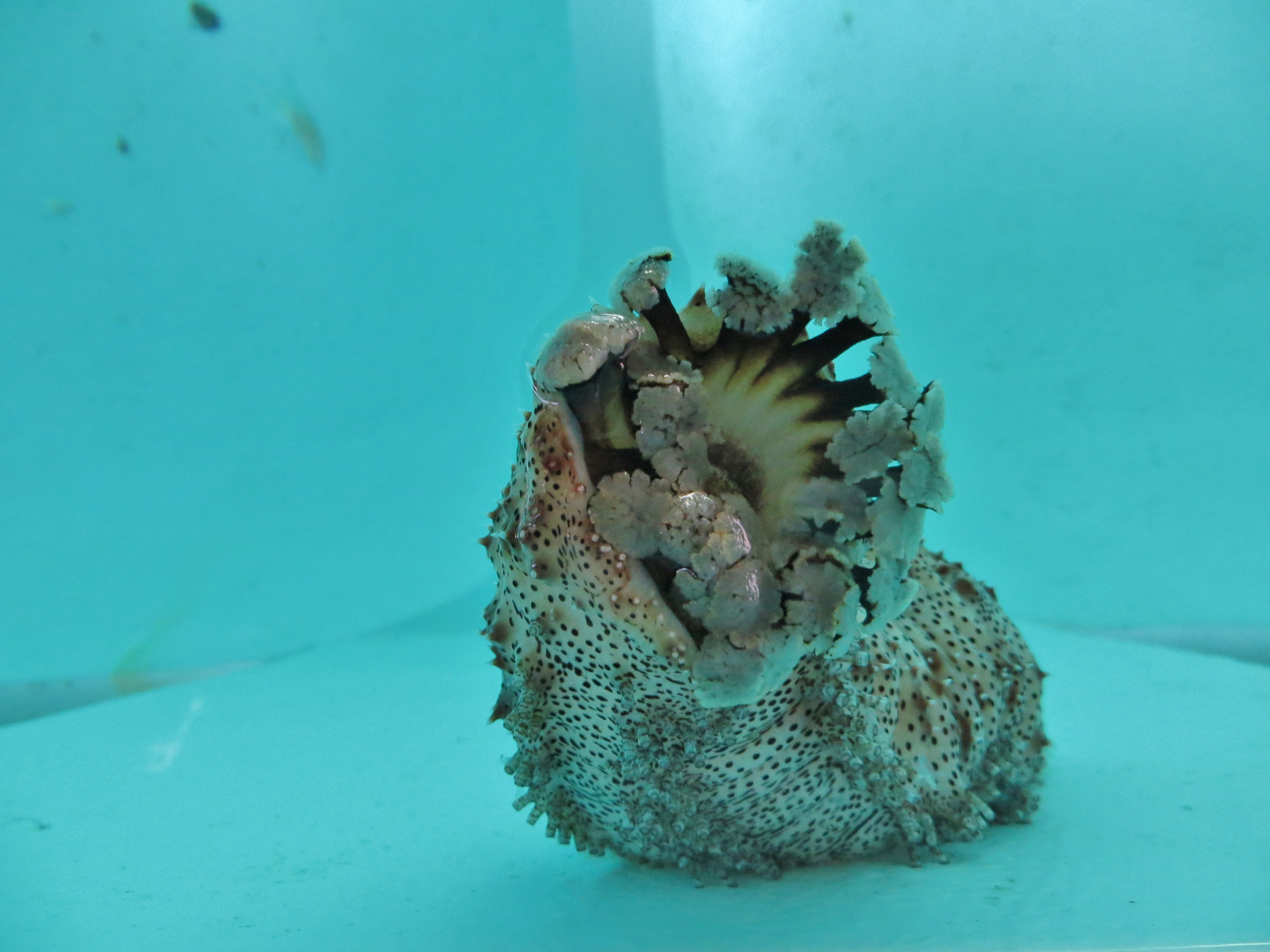
La bocca.
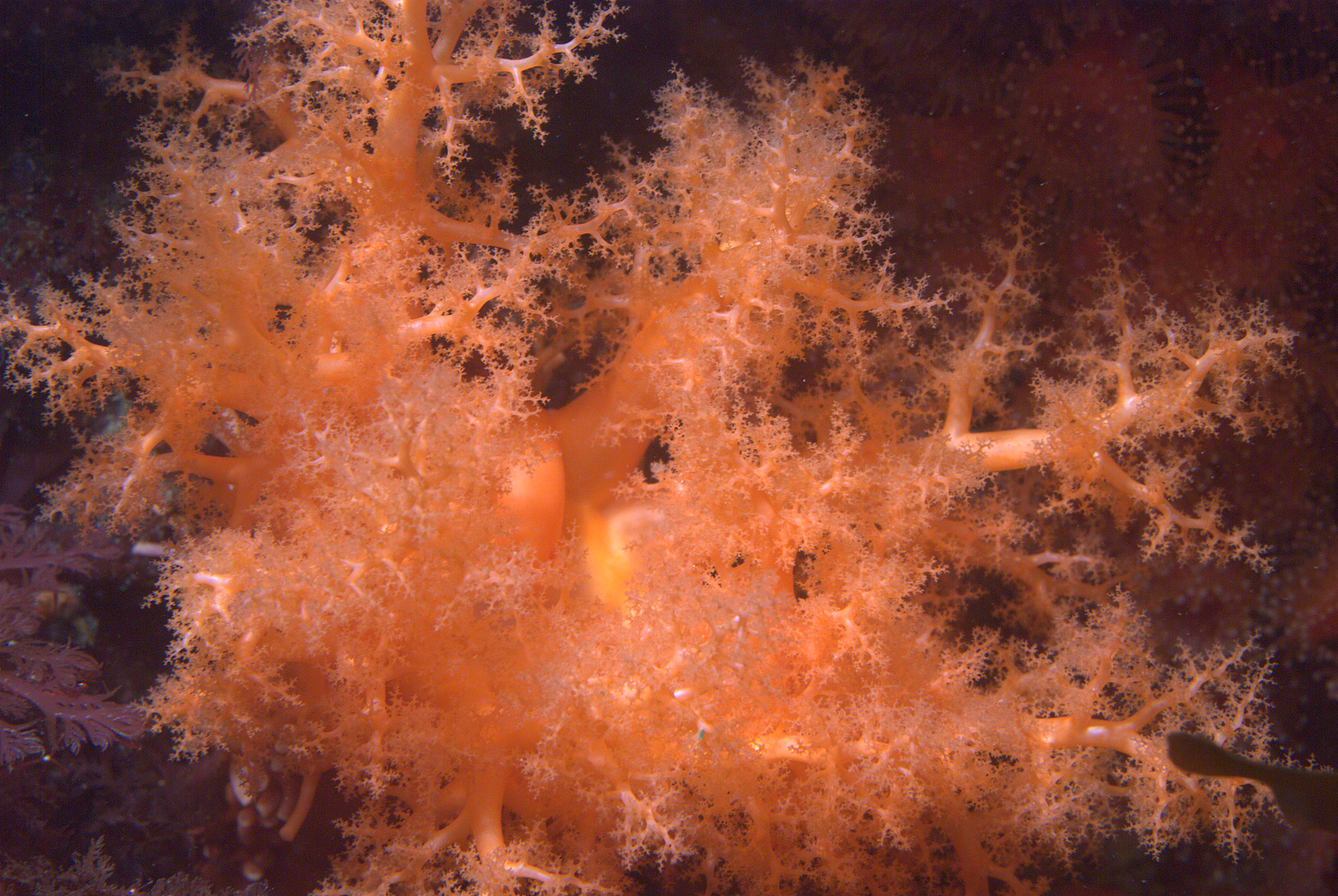
Bocca di una holothuria Dendrochirotida, provvista di braccia tentacolari in fractales.

## Habitat

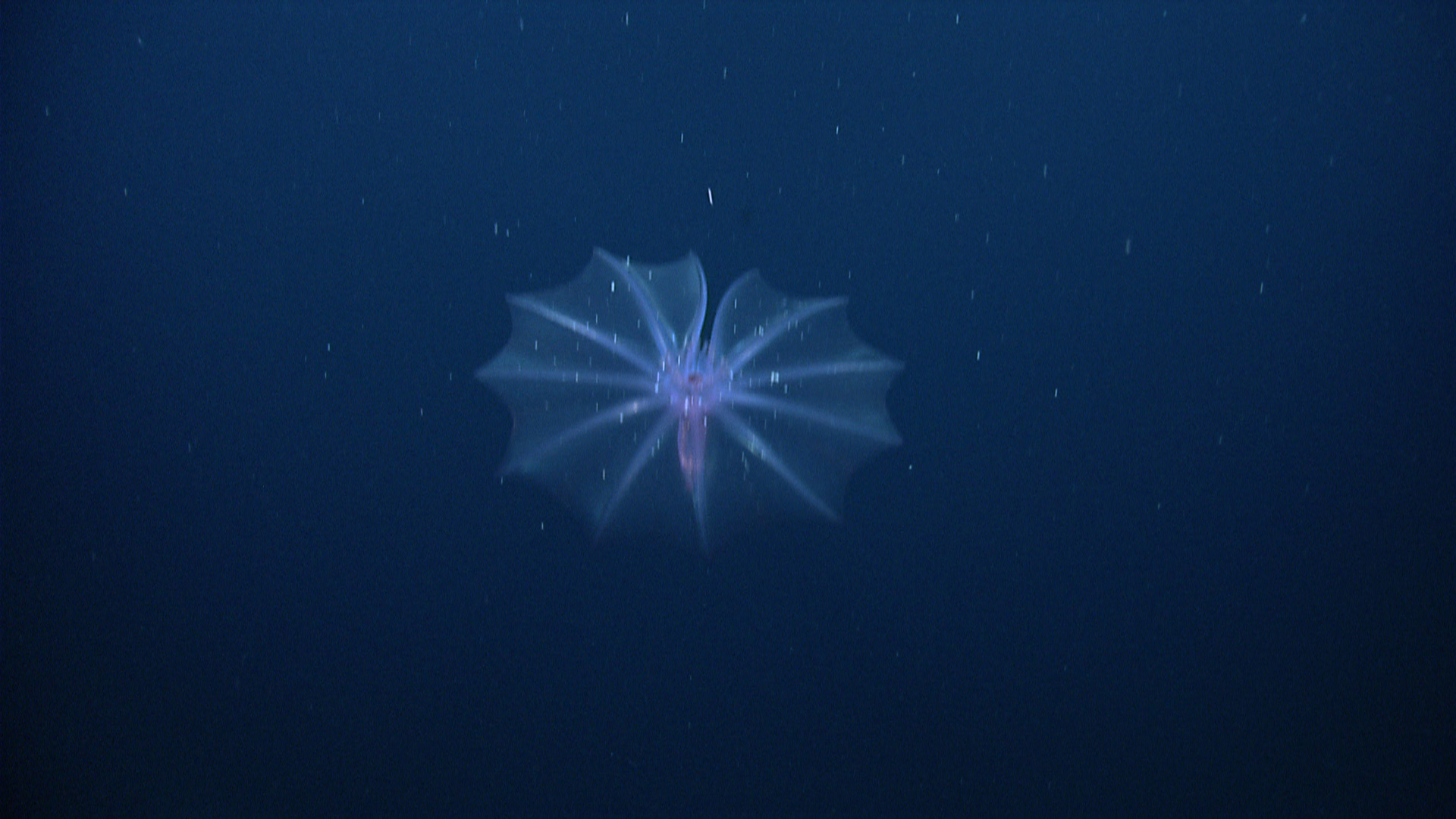
Il solo echinoderma pelagico conosciuto è la misteriosa Pelagothuria natatrix, osservata negli abissi.

Le oloturie vivono dalle zone litoranee fino alle più grandi profondità degli oceani. Nascoste nella sabbia melmosa o negli anfratti delle rocce, strisciano sul fondo tra le alghe.
Le oloturie sono il gruppo di detritivori più importanti delle faune delle scogliere ed abissali. Possono formare delle popolazioni molto numerose, particolarmente in profondità: costituiscono la metà delle forme viventi a 4.000 metri ed il 90% a 8.000 metri . Le oloturie sono gli echinodermi meglio adattati a profondità estreme, e sono ancora molto diversificate al di là dei 5.000 metri di profondità: parecchie specie della famiglia degli Elpidiidae si ritrovano a più di 9.500 metri, ed il record sembra detenuto dalle specie del genere Myriotrochus, particolarmente Myriotrochus bruuni, famiglia delle Myriotrochidae, identificate fino a 10.687 metri di profondità.

## Tassonomia
- ordine Apodida Brandt, 1835

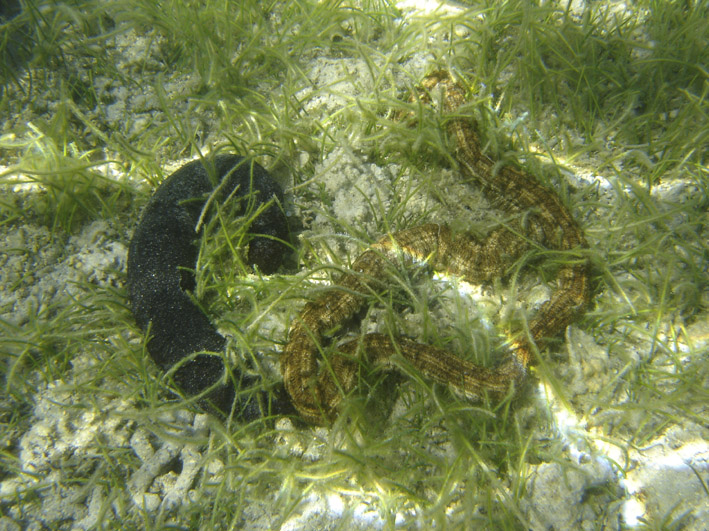
Una Holothuria leucospilota (nera, ordino Holothuriida) ed una Synapta maculata (bruna, ordino Apodida).

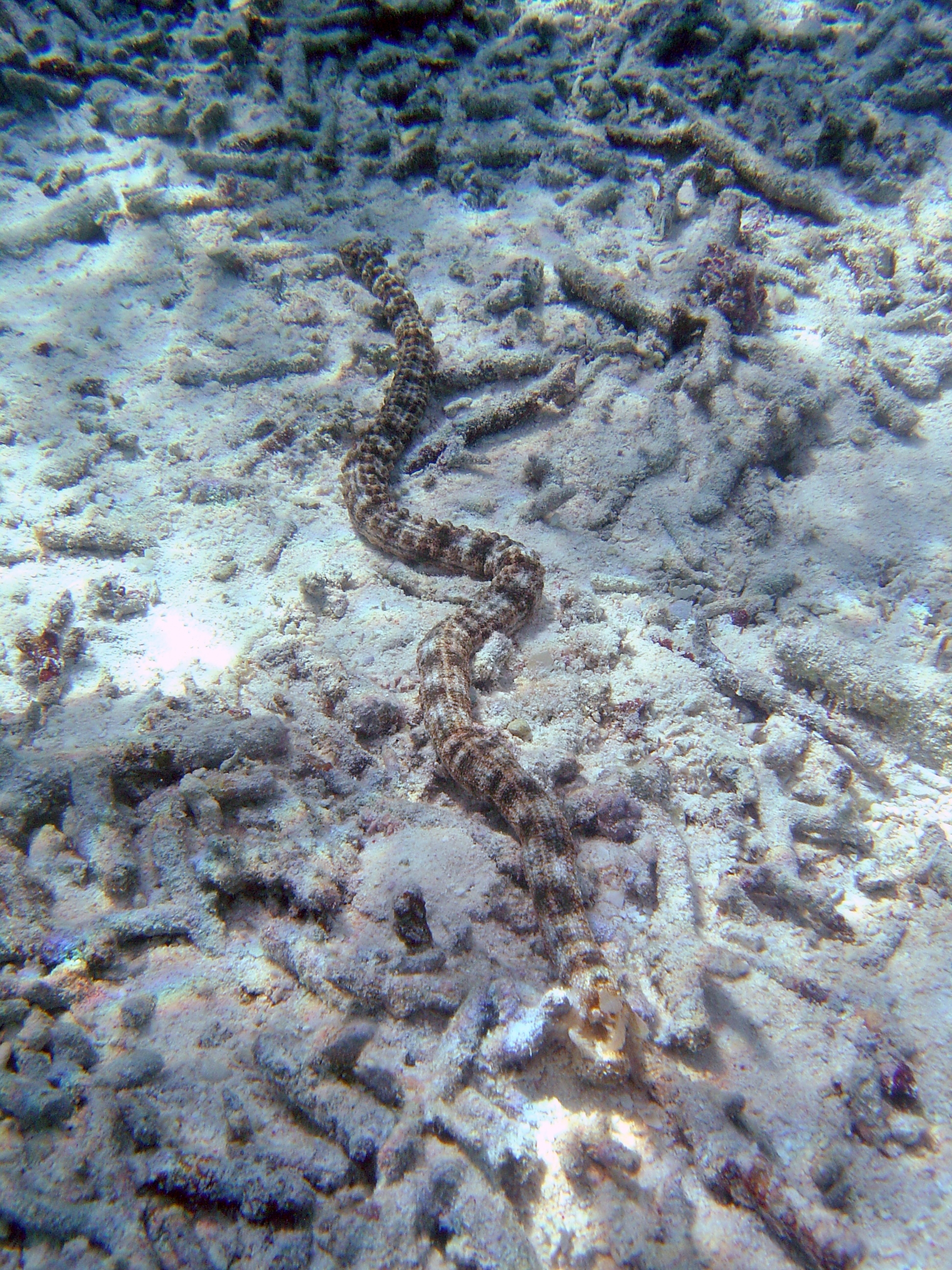
Synapta maculata è la più grande specie di olothurie, e può raggiungere 3m di lunghezza.

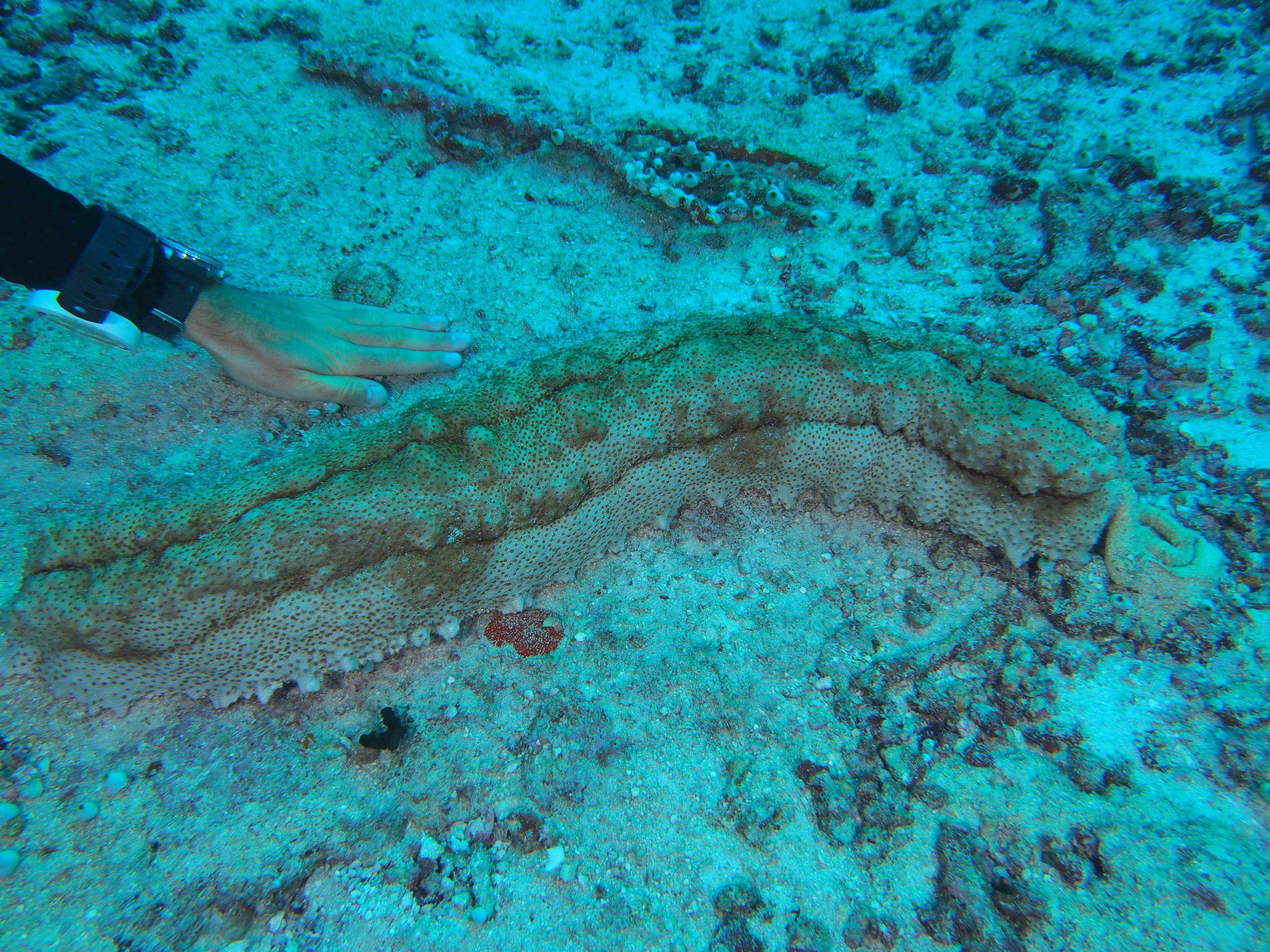
Thelenota anax è forse la più grossa specie di olothurie: può pesare parecchi chili e superare 1 m di lunghezza.

  - famiglia Chiridotidae Östergren, 1898
  - famiglia Myriotrochidae Théel, 1877
  - famiglia Synaptidae Burmeister, 1837
- ordine Dendrochirotida Grube, 1840
  - famiglia Cucumariidae Ludwig, 1894
  - famiglia Cucumellidae Thandar & Arumugam, 2011
  - famiglia Heterothyonidae Pawson, 1970
  - famiglia Paracucumidae Pawson & Fell, 1965
  - famiglia Phyllophoridae Östergren, 1907
  - famiglia Placothuriidae Pawson & Fell, 1965
  - famiglia Psolidae Burmeister, 1837
  - famiglia Rhopalodinidae Théel, 1886
  - famiglia Sclerodactylidae Panning, 1949
  - famiglia Vaneyellidae Pawson & Fell, 1965
  - famiglia Ypsilothuriidae Heding, 1942
- ordine Elasipodida Théel, 1882
  - famiglia Deimatidae Théel, 1882
  - famiglia Elpidiidae Théel, 1882
  - famiglia Laetmogonidae Ekman, 1926
  - famiglia Pelagothuriidae Ludwig, 1893

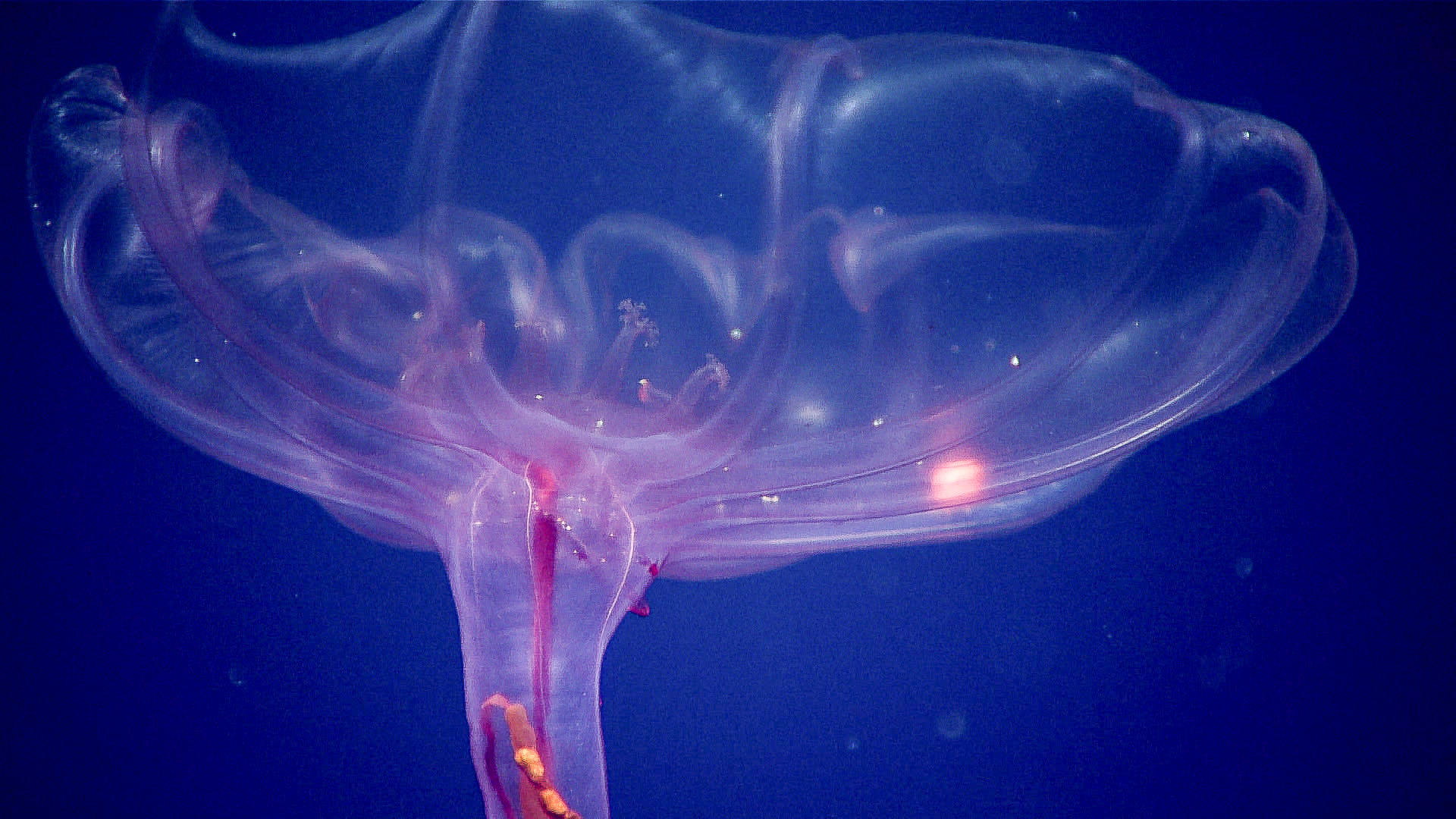
oloturia pelagica a 1400 m di profondità nell'oceano pacifico centrale

- - famiglia Psychropotidae Théel, 1882
- ordine Holothuriida Miller, Kerr, Paulay, Reich, Wilson, Carvajal & Rouse, 2017 
  - famiglia Holothuriidae Burmeister, 1837
  - famiglia Mesothuriidae Smirnov, 2012
- ordine Molpadida Haeckel, 1896
  - famiglia Caudinidae Heding, 1931
  - famiglia Eupyrgidae Semper, 1867
  - famiglia Molpadiidae Müller, 1850
- ordine Persiculida Miller, Kerr, Paulay, Reich, Wilson, Carvajal & Rouse, 2017 
  - famiglia Gephyrothuriidae Koehler & Vaney, 1905
  - famiglia Molpadiodemidae Miller, Kerr, Paulay, Reich, Wilson, Carvajal & Rouse, 2017
  - famiglia Pseudostichopodidae Miller, Kerr, Paulay, Reich, Wilson, Carvajal & Rouse, 2017
- ordine Synallactida Miller, Kerr, Paulay, Reich, Wilson, Carvajal & Rouse, 2017 
  - famiglia Stichopodidae Haeckel, 1896
  - famiglia Synallactidae Ludwig, 1894

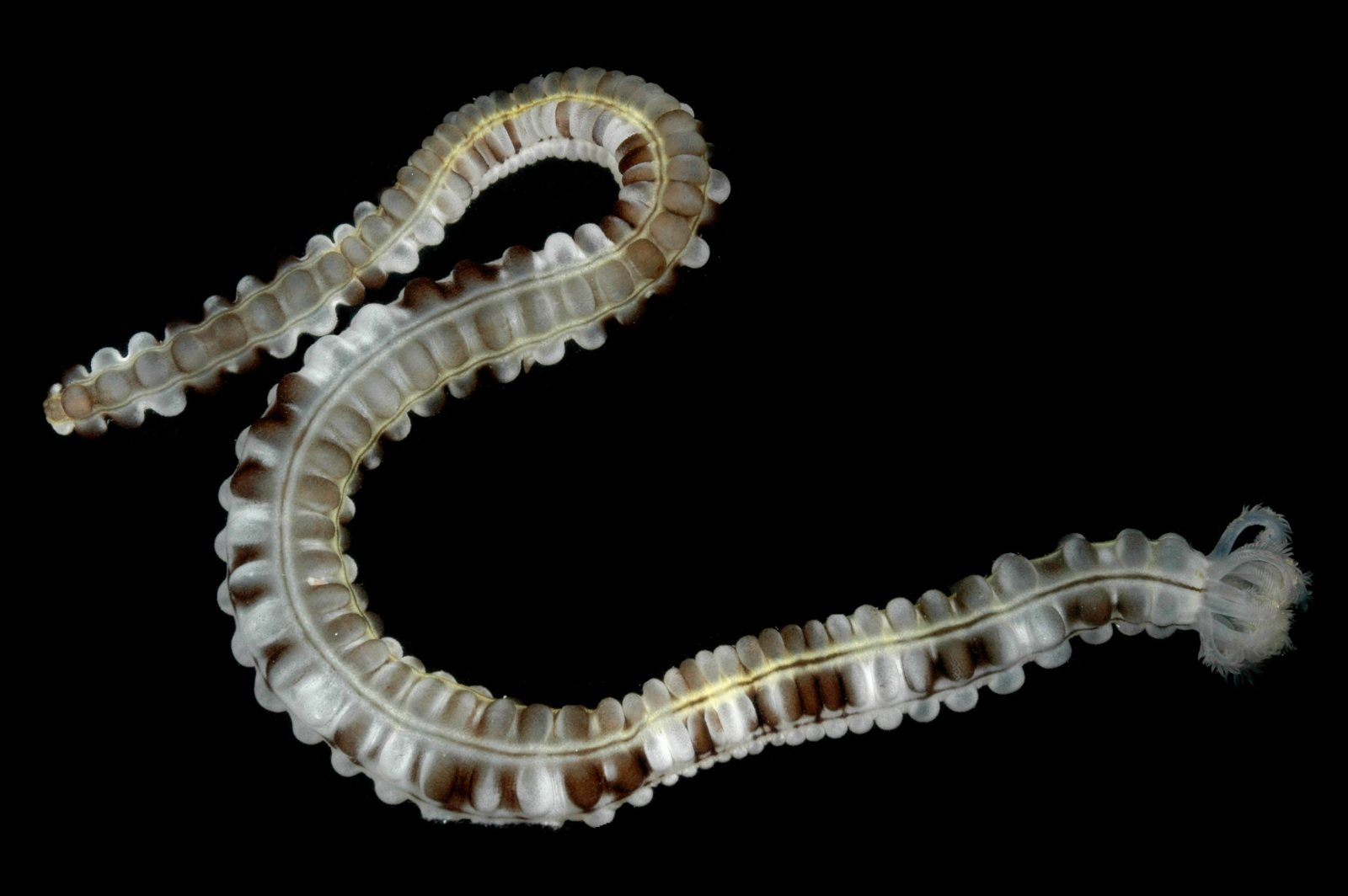
Gli Apodida come questo Euapta godeffroyi hanno un corpo serpentiforme, privo di podia, e dei tentacoli in piume.
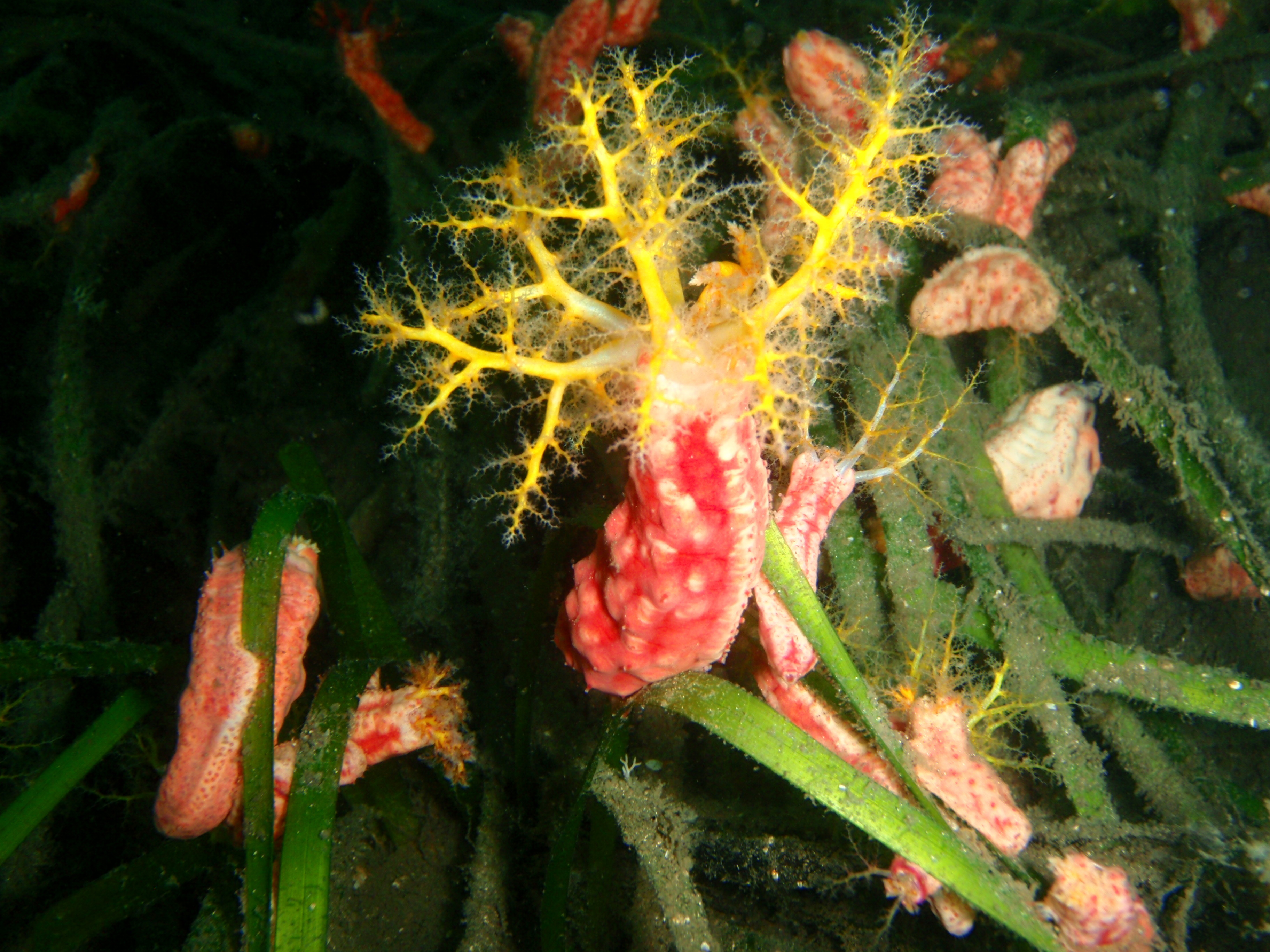
Gli Dendrochirotida come questo Cercodemas anceps hanno un corpo raccolto e dei tentacoli arborescenti.
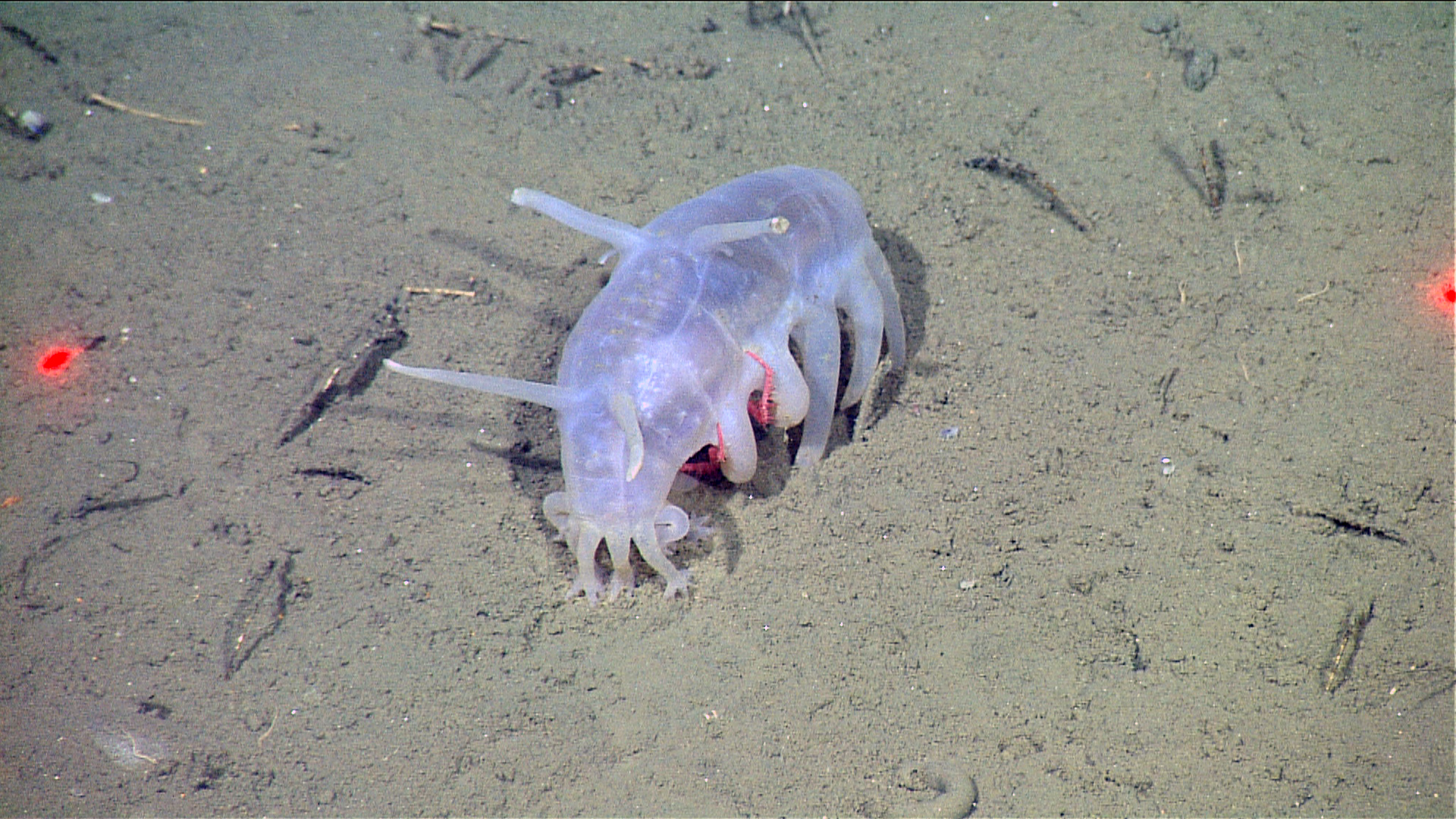
Gli Elasipodida come questo "maiale marino" (Scotoplanes globosa) hanno un corpo traslucido e delle appendici di marcia o di nuoto. Sono abissali.
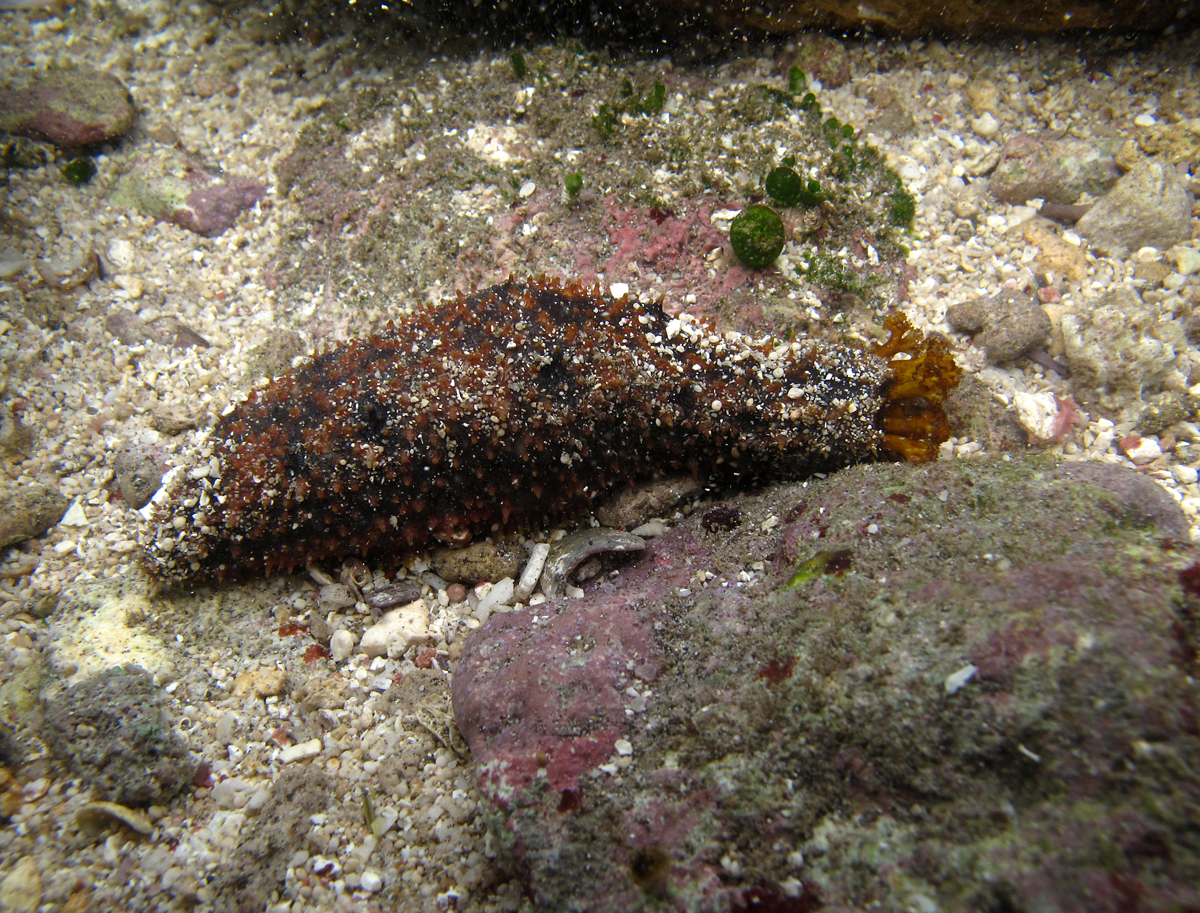
Gli Holothuriida come questo Holothuria cinerascens hanno un corpo in sanguinaccio e dei tentacoli in pala.
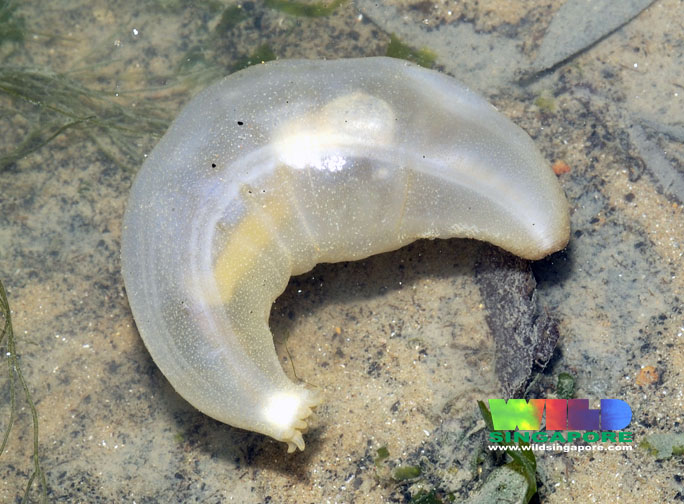
I Molpadida come questo Paracaudina australis hanno dei tentacoli ampi e sono muniti di un'appendice caudale, come mostrato qui.
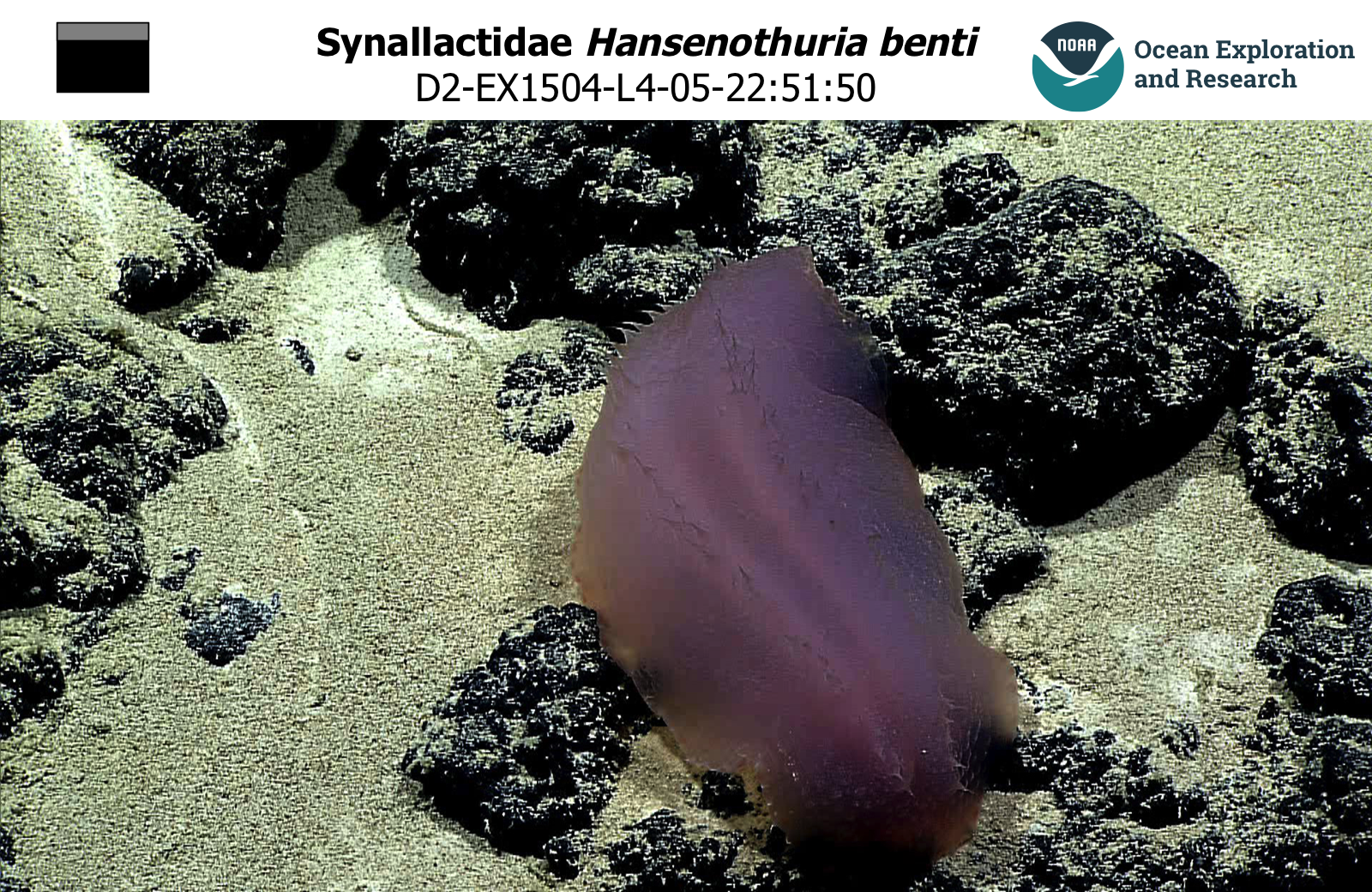
Hansenothuria benti (Persiculida)
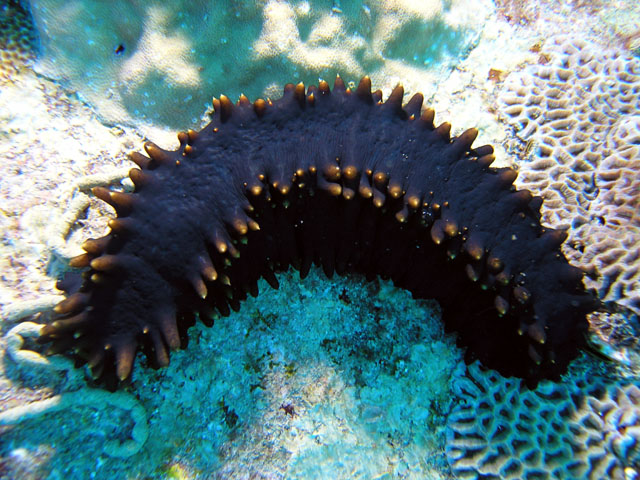
Stichopus chloronotus (Synallactida)